# Gerrit Noordzij
Gerrit Noordzij, né le 2 avril 1931 à Rotterdam et mort à Meppel le 17 mars 2022, est typographe, créateur de caractères et auteur néerlandais. Il est connu pour la théorie du trait et est professeur de typographie et de calligraphie à l’Académie royale des beaux-arts de La Haye aux Pays-Bas de 1960 à 1990 où il est directeur du programme d’écriture et de calligraphie. En 2011, il reçoit le prix Laurens Janszoon Coster.

## Ouvrages
- The stroke of the pen : fundamental aspects of western writing, La Haye, Koninklijke Academie van Beeldende Kunsten, 1982
- De streek : Theorie van het schrift, Zaltbommel, Van de Garde, 1985, 79 p. (ISBN 90-70002-17-5)
- Letterletter : an inconsistent collection of tentative theories that do not claim any other authority than that of common sense, Hartley & Marks Inc., 2001, 192 p. (ISBN 978-0-88179-175-4)
- Le trait : une théorie de l’écriture  (trad. du néerlandais de Belgique par Fernand Baudin), Paris, Ypsilon éd., 2010, 88 p. (ISBN 978-2-35654-009-6)